# Черлянское Предместье
Черлянское Предместье (укр. Черлянське Передмістя) — село в Городокской городской общине Львовского района Львовской области Украины.
Население по переписи 2001 года составляло 1209 человек.